# Кузьмичёва, Любовь Алексеевна
Любовь Алексеевна Кузьмичёва (Екименко, Аверкина) (7 мая 1937, Москва — 27 апреля 2014, там же) — советская и российская певица, исполнительница народных и эстрадных песен, народная артистка России (1995); солистка Государственного русского народного хора им. М. Е. Пятницкого (с 1955 по 1965 год); солистка Академического хора русской песни Всесоюзного радио и Центрального телевидения под руководством Николая Кутузова (с 1965 по 1998 год).

## Биография
Любовь Алексеевна Кузьмичёва (девичья фамилия Екименко) родилась в Москве 7 мая 1937 года в семье рабочих. Как и у всех детей военного времени детство было тяжелое, голодное. Маленькой Любе приходилось пасти коров, чтобы помочь матери прокормить детей.
По окончании средней школы Люба устроилась музейной рабочей в Государственную Третьяковскую галерею. В послевоенное время в семье по вечерам пели народные песни и песни о войне, о Родине. И Люба с детства полюбила петь и активно участвовала в художественной самодеятельности.
Первые уроки по вокалу получила у К . А. Апухтиной, преподавателя Музыкальной академии им. Гнесиных . В 1955 году была принята вне конкурса в Государственный русский народный хор имени Пятницкого, в котором проработала 10 лет как Любовь Екименко, а после первого замужества как Любовь Аверкина. Занятия с хормейстером заслуженным деятелем искусств РСФСР Н. М. Королевой позволили молодой певице стать солисткой хора. В этом коллективе раскрылась ее яркая индивидуальность, особенно удавались мягкие, лирические запевы а капелла.
В 1965 году Любовь Алексеевна стала солисткой Хора русской песни Всесоюзного радио и Центрального телевидения под руководством Н. В. Кутузова. Глубокое проникновение в образ, теплота и задушевность исполнения, артистичность и высокий профессионализм были отмечены многими композиторами и музыкальными критиками и принесли певице заслуженный успех. Певица Людмила Зыкина в аннотации к грампластинке «Поет Любовь Кузьмичёва» написала так: «Целомудренное, проникновенное, исключительно тонкое исполнение Л. Кузьмичёвой оставляет незабываемое впечатление, неподвластное времени».
За время работы в хоре им. Пятницкого и Хоре русской песни ВР и ЦТ певица побывала с гастролями в Венгрии, США, Канаде, Мексике, Дании, Швеции, Чехословакии, Германии; неоднократно выезжала в составе артистических бригад с шефскими концертами к морякам Северного ВМФ, пограничникам Белоруссии, Армении, Карелии, Азербайджана.
С 1970 по 1977 год Л. Кузьмичёва была участницей вокального трио «Рябинушка» под руководством Марины Пановой — хормейстера Академического хора русской песни ЦТ и ВР. В состав трио входили также солистки хора Алла Лаптева и Дана Муравьева. Позже вместо Любови Кузьмичёвой в коллектив пришла Нина Кудрявцева.
С 1977 по 1985 год Любовь Кузьмичёва исполняла сложнейшую партию «Запева» в опере «Мертвые души» Родиона Щедрина в постановке ГАБТ СССР и в 1988 году в Бостоне на фестивале «Делаем музыку вместе».
Похоронена на Введенском кладбище в Москве (участок 18, родственное захоронение).

## Награды и звания
- знак «Победитель соцсоревнования 1974 г.»;
- знак «Отличник телевидения и радио» (1975 г.);
- Заслуженная артистка РСФСР (1982 г.);
- медаль «Ветеран труда» (1984 г.);
- Народная артистка РФ (1995 г.);[12]
- Награждена почётными грамотами Гостелерадио СССР, Министерства культуры СССР, Министерства обороны СССР.

## Личная жизнь и семья
Отец — Екименко Алексей Петрович (1911—1984), мать — Матрёна Филатовна (1913—2002), отчим — Ясюк Иван Дмитриевич (1913—1989).
Родная сестра Нина (1939—2003) и сводные брат и 4 сестры, проживавшие в г. Балтийск Калининградской области, где семья обосновалась по возвращении из эвакуации.
Первый брак с Александром Петровичем Аверкиным (с 1961 по 1967 год), в котором родилась дочь Марина. Второй брак с Михаилом Михайловичем Кузьмичёвым (с 1967 по 1988 год).

## Записи
За 43-летний период творческой деятельности в фонд радиовещания певицей записано более 300 народных и авторских произведений соло и с хором, песен к радиоспектаклям и кинофильмам. Среди них наиболее известны:
Грампластинки
- Поёт Любовь Кузьмичёва — «Мелодия», 1979[Записи 1];
- Поёт Любовь Кузьмичёва — «Мелодия», 1990[Записи 2]

Сольные записи
- В пяти шагах (А. Аверкин — В. Бутенко, Г. Георгиев])[Записи 3]

Записи с Государственным Русским народным хором имени Пятницкого
- Енисей (Г. Пономаренко — И. Кашежева)
- Зеленая рощица (русская народная песня)[Записи 4];
- Цвети, наш край (С. Туликов — С. Васильев)[Записи 5];

Записи с Хором русской песни ВР и ЦТ под руководством Николая Кутузова
- Баллада о двух солдатах (Н. Кутузов — слова народные) — соло с А. Корнелюком, В. Шуваловым/Н. Супониным;
- В полном разгаре страда деревенская (русская народная песня);
- Да купил Ванька себе косу (русская народная песня);
- Метёт метель (А. и Г. Заволокины — В. Боков) — соло с Л. Никольской[Записи 6];
- Падает снег (А. Аверкин — В. Пятко) — соло с Л. Лазаревой;
- Разлилась Волга широко (русская народная песня)[Записи 7];
- Расцвела у окошка белоснежная вишня (М. Чумаков — В. Бурыгин) — соло с Л. Лазаревой[Записи 8];
- Эх, страдание (русская народная песня)[Записи 7]

Трио «Рябинушка» (Дана Муравьева, Любовь Кузьмичёва, Алла Лаптева)
- Вокальное трио «Рябинушка» — «Мелодия», 1979[Записи 9];
- Девичье страдание (И. Шамо — А. Макаров)[Записи 10];
- Ива белая (Н. Поликарпов — С. Красиков)[Записи 11]